# Samborek (Skawina)
Samborek  ist ein Stadtteil von Skawina im Powiat Krakowski der Woiwodschaft Kleinpolen in Polen, mit etwa 1300 Einwohnern. Er liegt nördlich der Altstadt, auf beiden Ufern der Skawinka, in der Nähe ihrer Mündung in die Weichsel.

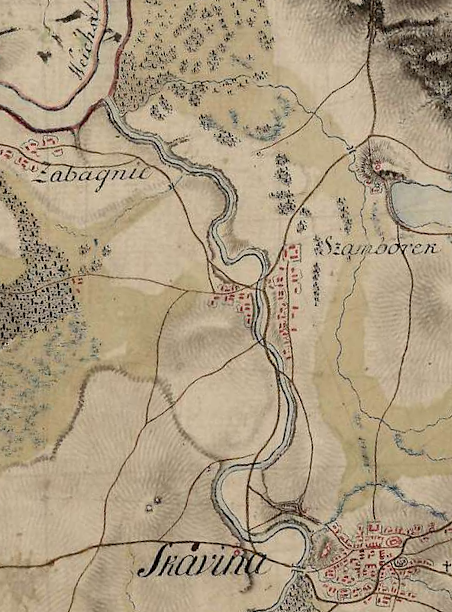
Samborek auf der österreichischen Karte von Friedrich von Mieg (1779–1783)

## Geschichte
1274 wurde Skawinka zur neuen Grenze zwischen dem Herzogtum Oppeln bzw. Schlesien im Westen und dem Herzogtum Krakau bzw. Kleinpolen im Osten. 1335 wurden die Grenzen des Dorfs Zorzow, in einer schlesischen Exklave um Krzęcin, u. a. zwischen den Dörfern Samporcone (Samborek), Werneri (Borek Szlachecki) und Rachezow (Radziszów) beschrieben. Später wurde das Dorf als Synbork (1381), Szinbark (1394), Sambork (1427), Sthymborg (1456), Schymbarg bzw. Sthymbark (von Jan Długosz: 1470–1480) und Samborek (1581), erwähnt. Der Name ist deutscher Herkunft (Schönberg – mda. -barg, mons pulcher). Die Formen Szynborg, Szynbarg, Sztymbark und Stymborg zeigen die Schwankungen zwischen mittelhochdeutschen -bërc und -burg (-barg/-borg) und die nachträgliche Bedeutungsübertragung (Adideation) hin zu einer Ableitung des polnischen Appellativ borek (siehe z. B. im Namen Borek Szlachecki).
Samborek hatte anfänglich nur 2 Häuser, nach dem 16. Jahrhundert entwickelte sich die Ortschaft auf dem Weg von der im Jahr 1364 gegründeten Stadt Skawina nach Tyniec, mit einem Wirtshaus auf diesem Weg und der Bebauung auf beiden Ufern der Skawinka.
Bis 1816 gehörte das Dorf der Abtei Tyniec, es lag im Kreis Szczyrzyc der Woiwodschaft Krakau und gehörte der Pfarrei in Skawina.
Bei der Ersten Teilung Polens kam Samborek 1772 zum neuen Königreich Galizien und Lodomerien des habsburgischen Kaiserreichs (ab 1804). Ab 1782 gehörte es dem Myslenicer Kreis (1819 mit dem Sitz in Wadowice). Nach der Aufhebung der Patrimonialherrschaften bildete es nach 1850 eine Gemeinde im Bezirk Skawina, ab 1867 im Gerichtsbezirk Skawina.
Im Jahr 1900 hatte die Gemeinde Samborek im Gerichtsbezirk Skawina des Bezirkes Podgórze eine Fläche von 154 ha, 51 Häuser mit 318 Einwohnern, davon alle polnischsprachig waren, 312 waren römisch-katholisch, es gab 6 Juden.
1918, nach dem Ende des Ersten Weltkriegs und dem Zusammenbruch der k.u.k. Monarchie, kam Samborek zu Polen (Gmina Tyniec, Powiat Kraków, Woiwodschaft Krakau). Unterbrochen wurde dies nur durch die Besetzung Polens durch die Wehrmacht im Zweiten Weltkrieg. Es gehörte dann zum Distrikt Krakau des Generalgouvernements, ab 1941 in der neuen Gemeinde Skawina. Am 1. Januar 1973 wurde es nach Skawina eingemeindet.